# 馬克隱帶麗魚
馬克隱帶麗魚，又稱麥氏隐带丽鱼、麥氏短鯛，為輻鰭魚綱鱸形目隆頭魚亞目慈鯛科的其中一種。

## 分布
本魚分布南美洲哥倫比亞奧里諾科河（Orinoco River）流域的梅塔河（Meta River）。

## 特徵
本魚背部呈淺金色，體色從淺藍色漸往下變成淺黃色。身體中央有一條黑色水平條紋，從眼部開始橫貫尾柄。頭部長有淺藍色斑紋。背鰭前面的鰭條呈黑色，成年雄魚的鰭條略顯細長，尾鰭為黃色，上下緣為紅色。體長可達7公分。

## 生態
本魚棲息溪流中，肉食性。繁殖時，雌魚將卵產在岩石上端，由雌魚負責照顧至卵孵化。

## 經濟利用
屬於小型的觀賞魚，性情溫和。飼養時以一尾雄魚配數尾雌魚，水族箱以約60公分寬的為宜。